# Xã Cicero, Quận Cook, Illinois
Xã Cicero (tiếng Anh: Cicero Township) là một xã thuộc quận Cook, tiểu bang Illinois, Hoa Kỳ. Năm 2010, dân số của xã này là 83.891 người.